# Colabata hezia
Colabata hezia är en fjärilsart som beskrevs av Druce 1899. Colabata hezia ingår i släktet Colabata och familjen silkesspinnare. Inga underarter finns listade i Catalogue of Life.